# Artur Hartlieb-Wallthor
Artur Hartlieb-Wallthor (* 19. Jänner 1927 in Murau, Steiermark, Österreich; † 9. September 2020 in Wien) war ein österreichischer Unternehmer und Gründer der Firma HARO – Signal und Absperrbandsysteme. 

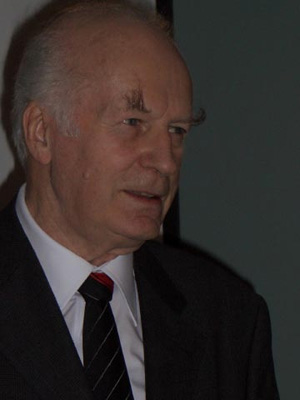
Artur Hartlieb-Wallthor

## Leben
Nach Abschluss einer Handelsakademie arbeitete Artur Hartlieb-Wallthor ab 1947 als Angestellter, später in leitender Stellung in österreichischen und Schweizer Unternehmen, schließlich als Unternehmensberater für Einkauf/Materialwirtschaft und Dozent an der Einkäufer-Akademie im Österreichischen Produktivitäts- und Wirtschaftlichkeits-Zentrum (ÖPWZ) Wien. Gleichzeitig gründete er die Firma HARO – Signal- und Absperrbandsysteme. Im Ruhestand war er aktiv als Vorstandsmitglied des Kulturverein Wien-Josefstadt, Klub Rofrano.

## Publikationen/Radiosendungen
- „Betrachtungen zum Rosenkavalier. In vier Kapiteln: Die Häuser – Die Kamine – Die Rose – Apostrophe und die Worte.“ In: Richard Strauss-Blätter. Heft 17 vom Juni 1987, S. 9–19
- „‚Es sind die mehreren Dinge…’ Weitere Betrachtungen zum Rosenkavalier.“ In: Richard Strauss-Blätter. Heft 19 vom Juni 1988, S. 3–28
- „Mancherlei Spott. Zum Namen ‚Ochs’. – Zum ‚auf’ vor dem Lerchenau. Kommt der Baron aus Stetteldorf?“ – „Zum ‚Wann’ der Geschichte.“ In: Programmheft der Staatsoper. Wien 1988/89
- „80 Jahre Der Rosenkavalier.“ In: Richard Strauss-Blätter. Heft 21 vom Juni 1989, S. 17–27 und Heft 25 vom Juni 1991, S. 48–52
- „Die Personen im Rosenkavalier.“ In: Richard Strauss-Blätter. Heft 30 vom Dezember 1993, S. 35–52
- „Der Baron Ochs auf Lerchenau.“ In: Programmheft der Salzburger Festspiele. Salzburg 1993
- „Klingende Malerei – Der Rosenkavalier – .“ In: Richard Strauss-Blätter. Heft 34 vom Dezember 1995, S. 144
- „Die Silberrose.“ In: Richard Strauss-Blätter. Heft 35 vom Juni 1996, S. 84–85
- Herausgeber von Ein Wiener Palais erzählt. – Das Rosenkavalierpalais Auersperg. Böhlau-Verlag. Wien 1999
- „Auf den Spuren Oktavians“. Radio Ö1 Wien 2004

## Belege
1. ↑  Gedenkseite

| Personendaten    | Personendaten                                                                           |
| ---------------- | --------------------------------------------------------------------------------------- |
| NAME             | Hartlieb-Wallthor, Artur                                                                |
| KURZBESCHREIBUNG | österreichischer Unternehmer und Gründer der Firma HARO – Signal und Absperrbandsysteme |
| GEBURTSDATUM     | 19. Januar 1927                                                                         |
| GEBURTSORT       | Murau, Steiermark, Österreich                                                           |
| STERBEDATUM      | 9. September 2020                                                                       |
| STERBEORT        | Wien                                                                                    |